# Constanze Manziarly
Constanze Manziarly (ur. 14 kwietnia 1920 w Innsbrucku, zaginęła 2 maja 1945 w Berlinie) – kucharka dietetyczna Adolfa Hitlera od września 1944 do 29 kwietnia 1945.
Córka góralki z Tyrolu i Greka. Dzieciństwo spędziła w Innsbrucku, gdzie ukończyła szkołę gospodarstwa domowego. Od 1943 pracowała w sanatorium profesora Zabla w Bischofswiesen koło Berchtesgaden w charakterze dietetyczki. Wykazywała także duży talent pianistyczny, którego nie wykorzystano.
We wrześniu 1944, po zwolnieniu z funkcji kucharki dietetycznej Hitlera Heleny Marii von Exner, objęła jej posadę w Führerhauptquartier. Była częstym uczestnikiem tzw. „herbatek” – tj. spotkań towarzyskich organizowanych przez Hitlera nocą w najbliższym gronie.
Podczas zorganizowanych ucieczek z bunkra Hitlera w Berlinie nocą z 1 na 2 maja 1945 została przydzielona do tzw. I. grupy uciekinierów pod dowództwem Wilhelma Mohnkego. W trakcie ucieczki zaginęła bez wieści. Z zachowanych relacji wynika, że ostatni raz była widziana przez Traudl Junge, według której Manziarly została najprawdopodobniej zgwałcona i zamordowana w tunelu metra przez dwóch żołnierzy radzieckich. Inne pogłoski mówiły o samobójstwie przy pomocy trucizny, rozdawanej w bunkrze przez Hitlera 29 kwietnia.
W filmie Hitler – ostatnie 10 dni w reż. Ennio De Conciniego z 1973 w rolę Manziarly wcieliła się Phyllida Law, zaś w filmie Upadek w reż. Olivera Hirschbiegela z 2004 w jej postać wcieliła się Bettina Redlich.
W 2020 ukazała się poświęcona jej książka autorstwa Stefana Dietricha Constanze Manziarly: Hitlers letzte Diätköchin (Berlin Story Verlag, 2020; ISBN 978-3-95723-154-3).
Ze względu na podobieństwo nazwiska do marcepanu, otoczenie Führera nazywało ją „Miss Marzipani”.